# Chlöe Swarbrick

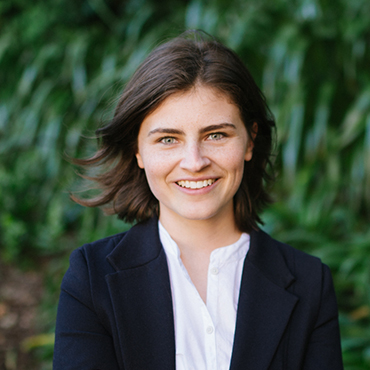
Chlöe Swarbrick (2017)

Chlöe Swarbrick (geboren 26. Juni 1994 in Auckland) ist eine neuseeländische Politikerin. Für die linke Umweltpartei Green Party of Aotearoa New Zealand ist sie Abgeordnete im neuseeländischen Parlament.

## Leben
Swarbrick lebte als Kind geschiedener Eltern abwechselnd mit ihrer Mutter sechs Monate in Großbritannien und eineinhalb Jahre mit ihrem Vater in Papua-Neuguinea. Nach der Rückkehr nach Neuseeland besuchte sie die Epsom Girls’ Grammar School, eine Mädchenschule in Auckland. An der University of Auckland studierte sie Rechtswissenschaften und Liberal Arts; das Studium beendete sie mit Bachelor-Abschlüssen in Rechtswissenschaften und Philosophie vor der Regelstudienzeit. Bereits am ersten Tag des Studiums lernte sie Alex Bartley Catt kennen, mit dem sie 2012 ihr erstes gemeinsames Unternehmen, das Modelabel The Lucid Collective, gründete. Parallel zum Studium und ihrer unternehmerischen Tätigkeit  arbeitete sie ehrenamtlich journalistisch in einem Studenten-Hörfunksender, für den sie die Spitzenkandidaten für die Bürgermeisterwahl von Auckland im Herbst 2016 interviewte. Sie entschloss sich – 22 Jahre alt – spontan, selbst zu kandidieren, erhielt mehr als 26.000 Stimmen und kam damit auf Platz drei. Nach der Wahl zeigte sie sich zwar stolz, erklärte aber, auf ein besseres Ergebnis gehofft zu haben und ließ ihre politische Zukunft zunächst offen mit dem Hinweis, in Vollzeit berufstätig zu sein.
Im November 2016 schloss sie sich den Grünen an, was die damalige stellvertretende Parteivorsitzende Metiria Turei ausdrücklich begrüßte.
Für die Parlamentswahl in Neuseeland 2017 bewarb sie sich um die Nominierung ihrer Partei für ein Direktmandat gegen die Abgeordnete Denise Roche im Wahlbezirk Auckland Central, unterlag jedoch. Auf Platz 7 der Grünen-Liste wurde sie als 23-Jährige ins House of Representatives gewählt. Sie wurde damit die jüngste Parlamentarierin nach 42 Jahren, als Marilyn Waring 1975 gewählt worden war.
Seit 2018 veröffentlicht Swarbrick zusammen mit der Labour-Abgeordneten Kiritapu Allan wöchentlich einen Podcast, mit dem sie politische Inhalte unterhaltsam vermitteln und die Zuschauer dazu bringen wollen, sich für politische Belange selbst einzusetzen.
2019 verlobte sich Swarbrick mit der Australierin Nadine Walker, die für die Partei arbeitet. Medienanfragen zu ihrer Beziehung ließ sie unbeantwortet.
Bei der Parlamentswahl in Neuseeland 2020 sicherte ihre Direktwahl im Wahlbezirk Auckland Central ihrer Partei die Rückkehr ins Parlament unabhängig vom Erreichen der Fünf-Prozent-Hürde. Sie folgte in dem Wahlbezirk auf Nikki Kaye (National Party), die nicht wieder angetreten war. Swarbrick schlug Helen White (Labour Party), die als Favoritin galt. Im Wahlkampf hatte White ihre Mitkandidatin der größeren Bekanntheit wegen als  „Celebrity“ abgetan; Swarbrick warf ihr vor, White benutze die Sprache von Misogynisten. Auf den dritten Platz kam Emma Mellow (National Party). Swarbrick war die zweite grüne Abgeordnete, die ein Direktmandat für die Partei im Repräsentantenhaus gewann, 21 Jahre nach Jeanette Fitzsimons, die einmal ein Direktmandat im Wahlbezirk Coromandel geholt hatte. Sie gehört zu den rund zehn Prozent LGBTQ+-Parlamentariern dieser Wahlperiode.
Über Neuseeland hinaus bekannt wurde Swarbrick im November 2019, als sie den älteren Abgeordneten Todd Muller, der während ihrer Rede im Parlament zur Verabschiedung eines Umweltschutzgesetzes eine Bemerkung über ihr Alter gemacht hatte, mit der Phrase „OK, Boomer“ konterte.